# Narcos (Geolier)
Narcos è un singolo del rapper italiano Geolier, pubblicato il 12 luglio 2019 come secondo estratto dal primo album in studio Emanuele.

## Video musicale
Il videoclip, diretto da Tony Ruggiero, è stato pubblicato il 15 luglio 2019 attraverso il canale YouTube di Geolier.

## Tracce
Testi di Emanuele Palumbo, musiche di Davide Totaro.
1. Narcos – 3:16

## Remix
Il remix ufficiale della canzone, intitolato Narcos Remix, è stato pubblicato il 28 agosto 2020 e inserito nella riedizione di Emanuele. In questa versione Geolier rifà la prima strofa e Lazza rappa nella seconda strofa.

### Tracce
Testi di Emanuele Palumbo e Jacopo Lazzarini, musiche di Davide Totaro.
1. Narcos Remix (feat. Lazza) – 3:19

## Classifiche

### Classifiche settimanali
| Classifica (2020) | Posizione massima |
| ----------------- | ----------------- |
| Italia            | 40                |